# Cantone di Cambremer
Il Cantone di Cambremer era una divisione amministrativa dell'arrondissement di Lisieux.
A seguito della riforma approvata con decreto del 17 febbraio 2014, che ha avuto attuazione dopo le elezioni dipartimentali del 2015, è stato soppresso.

## Composizione
Comprendeva i comuni di:
- Auvillars
- Beuvron-en-Auge
- Bonnebosq
- Cambremer
- Corbon
- Beaufour-Druval
- Formentin
- Gerrots
- Hotot-en-Auge
- Léaupartie
- Montreuil-en-Auge
- Notre-Dame-d'Estrées
- Repentigny
- Rumesnil
- Saint-Ouen-le-Pin
- Valsemé
- Victot-Pontfol
- Le Fournet
- La Roque-Baignard